# 66街-林肯中心車站
66街-林肯中心車站（英語：66th Street - Lincoln Center station）是紐約地鐵IRT百老匯-第七大道線一個慢車地鐵站，位於曼哈頓66街及百老匯交界，設有1號線（任何時候停站）和2號線（僅深夜停站）列車服務。

## 車站結構
| G        | 街道               | 出入口 升降機位於66街及百老匯西南角（下城）和東南角（上城） |
| P 月台層 | 側式月台，右側開門 | 側式月台，右側開門                                          |
| P 月台層 | 北行               | 往范科特蘭公園-242街（深夜時 往241街）（72街）              |
| P 月台層 | 北行快速           | 不停靠                                                      |
| P 月台層 | 南行快速           | 不停靠                                                      |
| P 月台層 | 南行               | 往南碼頭（深夜時 往布魯克林學院）（59街-哥倫布圓環）        |
| P 月台層 | 側式月台，右側開門 |                                                             |

月台層的牆壁於2004年翻新，並由紐約藝術家南錫·斯佩羅設計的馬賽克點綴。設有升降機往街道，可無障礙通行。此外，車站南端上下行側式月台之間亦設有一條地下道。

## 參考資料

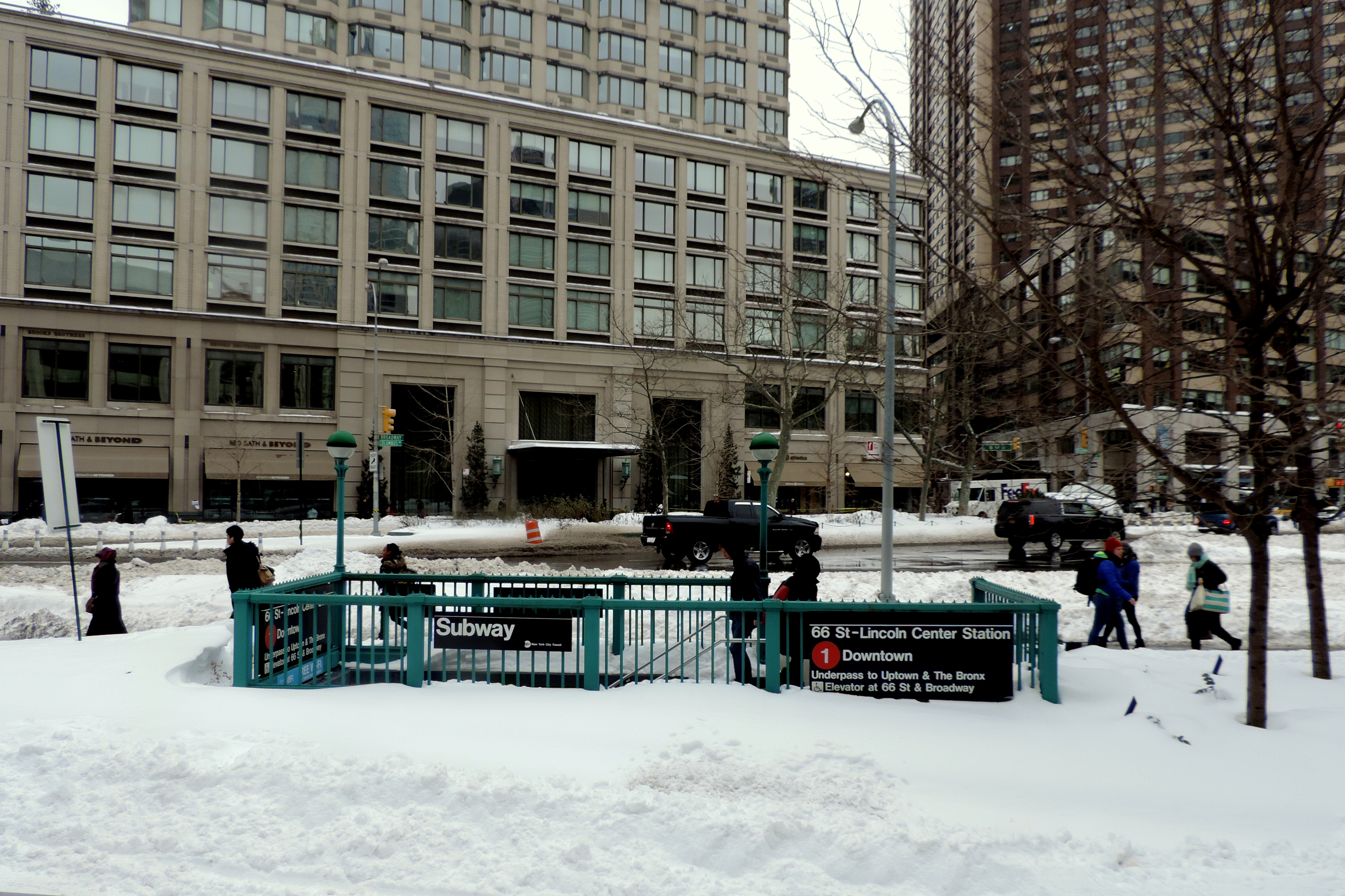
南端（65街）南行街梯

## 外部連結
- 维基共享资源上的相關多媒體資源：66街-林肯中心車站
- nycsubway.org—IRT West Side Line: 66th Street/Lincoln Center
- nycsubway.org – Artemis, Acrobats, Divas and Dancers Artwork by Nancy Spero (2004)（页面存档备份，存于）
- Station Reporter – 1 Train
- Forgotten NY – Original 28 – NYC's First 28 Subway Stations（页面存档备份，存于）
- MTA's Arts For Transit–66th Street–Lincoln Center (IRT Broadway–Seventh Avenue Line)
- 66th Street entrance from Google Maps Street View
- 65th Street entrance from Google Maps Street View
- Platforms from Google Maps Street View （页面存档备份，存于）